# 겐지 이야기 천년기 Genji
《겐지 이야기 천년기 Genji》(일본어: 源氏物語千年紀 Genji, げんじものがたりせんねんき げんじ)는 2009년 1월부터 3월까지 후지테레비 노이타미나에서 방영된 일본의 애니메이션이다.

## 개요
2008년 8월, 노이타미나에서 《겐지모노가타리》를 소재로 한 만화 《아사키유메미시》의 애니메이션 제작을 발표하였으나, 감독인 데자키 오사무가 좀 더 원론적인 겐지 이야기를 그리고 싶다고 제안하면서 기획이 변경되었다. 대한민국에서는 2010년 12월 31일부터 애니플러스에서 일본어 원어에 한글자막을 덧붙여 '19세 이상 시청가' 등급을 받아 심야시간대에 방영하고 있다.

## 줄거리
시대는 헤이안 시대. 키리츠보 황제와 그의 총애를 받은 키리츠보 고이 사이에, 빛처럼 빛나는 아름다운 황태자가 태어난다. 〈히카루기미〉라고 불리는 그는, 어릴 때부터 보기 드문 미모와 재능을 타고 났다. 이윽고 히카루기미는, 병으로 죽은 어머니와 꼭 닮은 왕비·후지츠보를 만나, 그녀를 따르게 된다. 하지만 그의 마음은 어느덧 사랑으로 바뀌고, 성인식을 치른 히카루기미는 후지츠보와 만날 수 없게 된다. 이루어질 수 없는 사랑을 묻듯이, 그는 많은 여성들과 정을 나누게 된다…….

## 등장인물
- 히카루 겐지: 사쿠라이 타카히로 (아역시절(히카루기미):코바야시 유미코
- 후지츠보: 타마가와 사키코
- 무라사키노 우에(와카 무라사키): 엔도 아야(나레이션 겸임)
- 아오이노 우에: 히라타 에리코
- 로쿠조노 미야스도코로: 츠루 히로미
- 도노추조(내대신): 스기타 토모카즈
- 고키텐노 노고: 후지타 토시코
- 키리츠보 황제: 호리우치 켄유
- 유가오: 코시미즈 아미
- 로쿠노기미(오보로 즈키요):나가사와 미키
- 스자쿠 황제:미즈시마 유우
- 하루미야: 코바야시 유미코
- 고레미츠: 스즈키 치히로
- 좌대신: 에바라 마사시

## 스탭
- 감독: 데자키 오사무
- 조감독: 쿠와바라 사토시
- 시리즈 구성: 콘바루 토모코
- 캐릭터 디자인·총작화감독: 스키노 아키오
- 미술감독: 코노 지로
- 색채설계: 이토 쥰코
- 촬영감독: 나카무라 케이스케
- 음향감독: 야마다 토모아키
- 음악감독: 스즈키 세이지
- 음악: S.E.N.S. Project
- 프로듀서: 나카지마 히로아키, 야마모토 코지, 미야모토 히데아키
- 애니메이션 프로듀서: 우카이 코지, 하시모토 신타로
- 애니메이션 제작: TMS 엔터테인먼트, 테즈카 프로덕션
- 제작: Genji 제작위원회(후지 테레비, 아스믹 에이스 엔터테인먼트, 소니뮤직 엔터테인먼트, 덴쓰, TMS 엔터테인먼트, 테즈카 프로덕션)

## 주제가

### 오프닝 테마
〈히요리 히메〉
작사·작곡·편곡: 시이나 링고 / 노래: PUFFY

### 엔딩테마
〈사랑〉
작사:코바야시 나츠미 / 작곡:하마모토 히로유키 / 편곡:코노 신 / 노래: 아타리 고스케

## 인터넷 라디오
《미카도 라디오》
TV 애니메이션 공식 사이트에서 방송. 총 8회
- 방송기간: 2009년 1월 21일~
- 진행: 호리우치 켄유（키리츠보 황제 역）
- 게스트

제1・2회: 사쿠라이 타카히로（히카루 겐지 역), 스기타 토모카즈（도노추조 역）
제3・4회: 엔도 아야（무라사키노 우에 역), 히라타 에리코（아오이노 우에 역）
제5・6회: 타마가와 사키코（후지츠보 역）, 츠루 히로미（로쿠조노 미야스도코로 역）
제7・8회: 사쿠라이 타카히로（히카루 겐지 역）, 데자키 오사무 감독

## 같이 보기
- 겐지이야기